# Schloss Külml

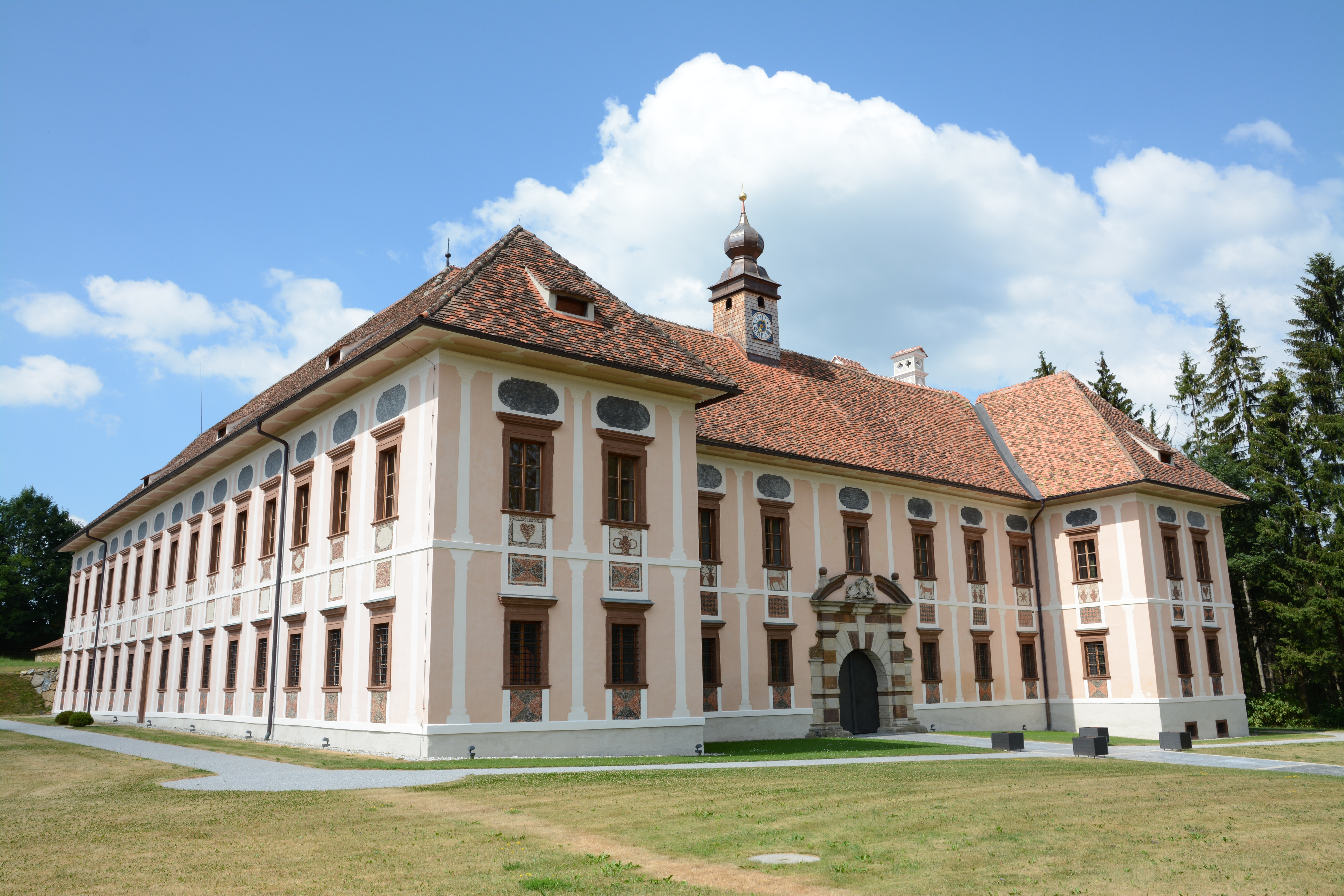
Schloss Külml

Das Schloss Külml steht im Ort Külml in Oberfeistritz in der Marktgemeinde Anger im Bezirk Weiz in der Steiermark. Das Schloss steht unter Denkmalschutz (Listeneintrag).

## Geschichte
Beim Berg Kulm über dem Feistritztal bestand im 14. Jahrhundert ein Ansitz der Stubenberger Ritter von Kulm. Nach unterschiedlichen Besitzern ging 1650 der Besitz an das Stift Pöllau. Propst Michael Josef Maister ließ einen Neubau errichten. Eine Bauinschrift nennt 1688. Nach einer Bauinschrift an der südlichen Fassade wurde der Besitz wohl 1700 vollendet. Sein Bau wurde mit dem Baumeister Rochus Orsolino begonnen und ab 1692 mit dem Baumeister Josef Schmerlaib fertiggestellt. Das Schloss diente als Erholungsort für die Augustiner-Chorherren des Stiftes. Von 1811 bis 1954 gehörte das Schloss der Adelsfamilie Gudenus. Im Jahr 1939 wurde es unter Denkmalschutz gestellt. Ab 1954 oder 1955 war das Schloss im Besitz des Österreichischen Kinderrettungswerkes und wurde zu einem Ferienlager mit Schwimmbad im Garten umgebaut. Aktenkundlich wurde es zwischen 1958 und 1960 renoviert. Wenngleich noch bis 1978 das Kinderrettungswerk untergebracht war, ging das Schloss schon zuvor im Jahr 1973 wieder in privaten Besitz über. Der neue Eigentümer, Walter Harwalik, benützte es später auch privat und stellte es gelegentlich für kulturelle Veranstaltungen zur Verfügung. Harwalik renovierte nicht nur unter anderem die Fassade, sondern ließ auch seinen und den Namen seiner Ehefrau über dem Hauptportal eingravieren. Im Zuge eines Insolvenzverfahrens ging das Schloss im Jahr 2003 in den Besitz der List Holding GmbH in Thomasberg bei Edlitz über. Seither wird es von der Eigentümerfamilie rund um den Seniorchef Reinhard List umfangreich saniert und soweit geht in den ursprünglichen Zustand zurückversetzt.

## Architektur
Der zweigeschoßige Bau erstreckt sich um einen rechteckigen Pfeilerarkadenhof. Die Hauptfront mit einem mittigen Dachreiter und beidseits vorspringenden risalitartigen Gebäudeteilen befindet sich im Osten. Das mittige Rustikaportal mit Sprenggiebel und Steinwappen nennt 1698. Die ehemaligen Wehranlagen am und um das Schloss, unter anderem zwei Ecktürme an der Westseite, wurden im 18. und 19. Jahrhundert abgetragen.
Im nordöstlichen Eckraum und ehemaligen Speisesaal befindet sich eine Stuckdecke mit Freskenkartuschen von Antonio Maderni (1690) mit einem Stuckwappen des Propstes Maister. In der ehemaligen Bibliothek befindet sich eine Stuckdecke mit einem Mittelfresko mit einer Darstellung eines musizierenden Apollo, signiert und datiert mit A.M.F. 1690. An der Wand zeigt ein Fresko eine alte Ansicht von Külml.